# ケミ・サーミ語
ケミ・サーミ語（ケミ・サーミご、Kemi Sami）はフィンランドのラップランドの最南部で話されていたサーミ語の一種である。イナリ・サーミ語やスコルト・サーミ語とは方言連続体を形成していた。消滅して100年以上たつが、いくつかの記録が残っている 。